# 6 listopada
6 listopada jest 310. (w latach przestępnych 311.) dniem w kalendarzu gregoriańskim. Do końca roku pozostaje 55 dni.

## Święta
- Imieniny obchodzą: Anita, Bogdana, Daniela, Feliks, Gabriela, Hieronim, Kalinik, Krystyna, Leonard, Melaniusz, Nonnus, Teobald, Trzebowit, Walenty, Walentyn i Wincenta.
- Dominikana, Tadżykistan – Święto Konstytucji
- Maroko – Rocznica Zielonego Marszu
- Międzynarodowe – Międzynarodowy Dzień Zapobiegania Wyzyskowi Środowiska Naturalnego podczas Wojen i Konfliktów Zbrojnych (proklamowany przez Zgromadzenie Ogólne ONZ w 2001 roku)
- Wspomnienia i święta w Kościele katolickim[1][2] obchodzą:
  - 498 błogosławionych męczenników hiszpańskich
  - błogosławieni męczennicy japońscy Alfons z Navarrete (prezbiter) i Towarzysze
  - bł. Antoni Baldinucci (prezbiter)
  - św. Franciszek de Capillas i Towarzysze (męczennicy chińscy)
  - bł. Józefa Naval Girbès
  - św. Kalinik i towarzysze (męczennicy)
  - św. Leonard z Limoges (eremita)
  - św. Melaniusz z Rennes (biskup) (również 6 stycznia)

## Wydarzenia w Polsce

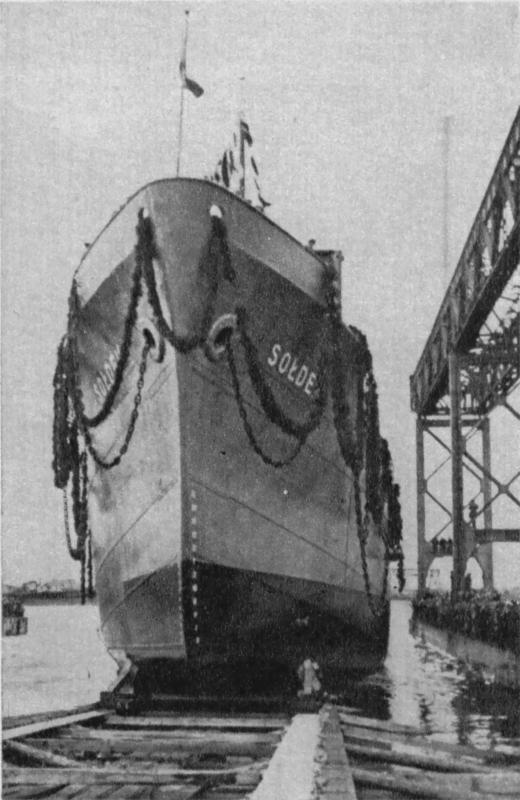
Wodowanie rudowęglowca SS „Sołdek” (1948)

- 1492 – Poświęcono kościół Świętych Apostołów Piotra i Pawła w Namysłowie.
- 1595 – Kozacy zaporoscy atamana Seweryna Nalewajko zdobyli Słuck.
- 1611 – Król Zygmunt III Waza nadał nowo przyłączonemu do Rzeczypospolitej Smoleńskowi prawo magdeburskie.
- 1625 – Podpisano ugodę kurukowską kończącą kozackie powstanie Żmajły.
- 1655 – Potop szwedzki: wojska szwedzkie zdobyły zamek w Krzepicach.
- 1657 – W Bydgoszczy zaprzysiężono traktaty welawsko-bydgoskie zrywające zależność lenną między Rzeczpospolitą a Prusami Książęcymi.
- 1661 – Wojna moskiewska: wojska polsko-litewskie odbiły Głębokie (obecnie na Białorusi).
- 1730 – W Twierdzy Kostrzyn został ścięty Hans Hermann von Katte, porucznik armii pruskiej i przyjaciel następcy tronu księcia Fryderyka, uczestniczący w przygotowaniu jego nieudanej ucieczki do Anglii.
- 1806 – Wybuchło antypruskie powstanie wielkopolskie.
- 1844 – Do służby na Kolei Warszawsko-Wiedeńskiej wszedł parowóz „Rawka”.
- 1884 – Rozpoczęła się tzw. Konferencja Katowicka (6–11 listopada), w trakcie której delegaci Ruchu Miłośników Syjonu podjęli decyzję o założeniu nowych osad żydowskich w Palestynie.
- 1918:
  - Powstała Legia Akademicka.
  - Proklamowano Republikę Tarnobrzeską.
- 1922 – W Toruniu utworzono Oficerską Szkołę Marynarki Wojennej.
- 1923 – W Krakowie, Tarnowie i Borysławiu doszło do starć policji z robotnikami, w wyniku których zginęły 32 osoby.
- 1926 – W gdyńskim porcie rozpoczął pracę pierwszy żuraw portowy.
- 1927 – W Wilnie powstało Białoruskie Zjednoczenie Chrześcijańsko-Demokratyczne.
- 1929 – 24-godzinny strajk protestacyjny górników i hutników z Górnego Śląska i Zagłębia przeciwko niskim płacom.
- 1938 – Odbyły się wybory parlamentarne.
- 1939 – Rozpoczęła się wymierzona w środowisko uczonych Sonderaktion Krakau.
- 1940 – Należące od czasu sowieckiej agresji na Polskę w 1939 roku do Białoruskiej SRR Druskieniki, Soleczniki i tereny na wschód od Święcian zostały przekazane Litewskiej SRR.
- 1941 – Z rozkazu komisarza Rzeszy Ericha Kocha w lesie Sosenki zamordowano 17 tys. Żydów z Równego, a pozostałych 10 tys. zamknięto w getcie.
- 1945 – Powstała Wojskowa Akademia Polityczna.
- 1947 – 5 górników zginęło w wyniku wybuchu metanu w KWK „Marcel” w Radlinie.
- 1948 – W Gdańsku zwodowano pierwszy statek całkowicie zbudowany w powojennej Polsce „Sołdek”.
- 1949 – Marszałek ZSRR Konstanty Rokossowski został mianowany marszałkiem Polski i ministrem obrony narodowej.
- 1950 – W Teatrze Polskim w Warszawie odbył się pierwszy występ Państwowego Zespołu Ludowego Pieśni i Tańca „Mazowsze”.
- 1951 – Z linii montażowej FSO zjechała pierwsza Warszawa M20.
- 1953 – Powstał Teatr Telewizji.
- 1967 – Otwarto Kino „Kijów” w Krakowie.
- 1985:
  - Gen. Wojciech Jaruzelski został przewodniczącym Rady Państwa.
  - Lech Wałęsa został oskarżony o zniesławienie komisji wyborczej, której zarzucił nierzetelne podliczanie głosów.
  - Zbigniew Messner został premierem PRL.
- 1994 – Utworzono Ligę Halową Piłki Nożnej Pięcioosobowej.
- 1998 – Wystartowała pierwsza polska platforma satelitarna Cyfra+.
- 2003 – Prezydent RP Aleksander Kwaśniewski odmówił stawienia się przed sejmową komisją śledczą badającą tzw. aferę Rywina.
- 2006 – W polskim prawie karnym zaczął obowiązywać europejski nakaz aresztowania.
- 2007 – FSO rozpoczęła produkcję modelu Chevrolet Aveo.

## Wydarzenia na świecie
- 355 – Cesarz rzymski Konstancjusz II nadał Julianowi Apostacie tytuł cezara.
- 1295 – Schüttorf w Dolnej Saksonii uzyskał prawa miejskie.
- 1388 – Wojna miast w Niemczech: wojska Związku Miast Szwabskich skapitulowały pod Wormacją przed siłami elektora Palatynatu Ruprechta I Wittelsbacha.
- 1429 – Henryk VI Lancaster został koronowany na króla Anglii.
- 1437 – Jean de Lastic został wielkim mistrzem zakonu joannitów.
- 1500 – Przebywający w Rzymie Mikołaj Kopernik obserwował zaćmienie Księżyca.
- 1528 – Hiszpański konkwistador Álvar Núñez Cabeza de Vaca jako pierwszy Europejczyk postawił nogę na terytorium dzisiejszego Teksasu.
- 1656 – Alfons VI Zwycięski został królem Portugalii.
- 1772 – V wojna rosyjsko-turecka: rozpoczęła się bitwa morska pod Patras.
- 1789 – John Carroll został powołany na pierwszego amerykańskiego biskupa (w Baltimore).
- 1792 – I koalicja antyfrancuska: zwycięstwo wojsk francuskich nad austriackimi w bitwie pod Jemappes – początek francuskiej okupacji Niderlandów Austriackich (dzisiejszej Belgii).
- 1806 – IV koalicja antyfrancuska: wojska napoleońskie zdobyły Lubekę.
- 1817 – Miłosz I Obrenowić został księciem Serbii.
- 1831 – W Paryżu powołano Komitet Tymczasowy Emigracji Polskiej.
- 1837 – Wybuchła rebelia patriotyczna w Dolnej Kanadzie.
- 1840 – Została zlikwidowana zbuntowana Republika Rio Grande w Meksyku.
- 1844 – Dominikana przyjęła swą pierwszą konstytucję.
- 1848:
  - Wiosna Ludów: delegacja Głównej Rady Ruskiej przedstawiła cesarzowi Austrii Ferdynandowi I Habsburgowi żądania wydzielenia ukraińskiej części Galicji, stworzenia odrębnego wojska ukraińskiego, wprowadzenia nauczania w języku ukraińskim, zrównania w prawach duchowieństwa ukraińskiego z klerem łacińskim oraz usunięcia urzędników wykazujących nieprzychylny stosunek do narodu ukraińskiego.
  - Wybuchła rewolta w brazylijskim stanie Pernambuco.
- 1851 – Rafael Carrera y Turcios został po raz drugi prezydentem Gwatemali.
- 1858 – Karl Anton von Hohenzollern-Sigmaringen został premierem Prus.
- 1860 – Abraham Lincoln wygrał wybory prezydenckie w USA.
- 1861 – Jefferson Davis został wybrany na jedynego prezydenta Skonfederowanych Stanów Ameryki.
- 1863:
  - Dimitrios Wulgaris został po raz trzeci premierem Grecji.
  - Wojna secesyjna: zwycięstwo wojsk Unii w bitwie pod Droop Mountain.
- 1865 – Christian Emil Krag-Juel-Vind-Frijs został premierem Danii.
- 1867:
  - Pedro José de Arteta został prezydentem Ekwadoru.
  - W Ottawie zebrał się po raz pierwszy Parlament Kanady.
- 1869:
  - Królowa Wiktoria dokonała otwarcia Blackfriars Bridge w Londynie.
  - W New Brunswick w stanie New Jersey rozegrano pierwszy mecz futbolu amerykańskiego.
- 1878 – W niemieckim Karlsruhe założono Wyższą Szkołę Techniki i Gospodarki (jako Wielkoksiążęcą Badeńską Szkołę Budownictwa).
- 1880 – Francuski lekarz Charles Laveran odkrył, że przyczyną malarii jest przenoszony przez komary pierwotniak zarodziec.
- 1881 – W Livorno powstała Włoska Akademia Marynarki Wojennej.
- 1884 – Brytyjczycy ustanowili protektorat nad terytorium Papui.
- 1887 – W Glasgow założono klub piłkarski Celtic F.C.
- 1888 – Benjamin Harrison wygrał wybory prezydenckie w USA, pokonując urzędującego prezydenta Grovera Clevelanda.
- 1889 – Adam Bruno Wikszemski opatentował w berlińskim urzędzie patentowym „urządzenie do fonograficznej rejestracji drgań dźwiękowych”.
- 1892 – II wojna Francuzów z Dahomejem zwycięstwo wojsk francuskich bitwie pod Cana (2-6 listopada).
- 1898 – Na filipińskiej wyspie Negros zakończyło się zwycięskie powstanie antyhiszpańskie.
- 1900 – William McKinley wygrał po raz drugi wybory prezydenckie w USA.
- 1903 – W Hongkongu ukazało się pierwsze wydanie dziennika „The South China Morning Post”.
- 1910 – Niemiecki żaglowiec transportowy „Preußen” zatonął po kolizji z brytyjskim parowcem „Brighton” na kanale La Manche.
- 1911 – Francisco Madero został prezydentem Meksyku.
- 1914 – I wojna światowa: wojska australijskie zajęły kontrolowaną do tej pory przez Niemców wyspę Nauru na Pacyfiku.
- 1915 – Hubert Loutsch został premierem Luksemburga.
- 1916:
  - I wojna światowa: niemiecki okręt podwodny SM UB-45 zatonął po wejściu na rosyjską minę koło wejścia do portu w Warnie, w wyniku czego zginęło 16 spośród 21 członków załogi.
  - W walce z wojskami brytyjskimi zginął sułtan Ali Dinar, co oznaczało koniec istnienia Sułtanatu Dar Furu, którego terytorium zostało przyłączone do Sudanu.
- 1917 – I wojna światowa: zakończyła się nierozstrzygnięta bitwa pod Passchendaele w Belgii.
- 1920 – W Bułgarii założono Zjednoczoną Partię Narodowo-Postępową.
- 1921 – Wojna fińsko-sowiecka: wojska fińskie zasilone oddziałami karelskimi wkroczyły do wschodniej Karelii.
- 1922:
  - 79 górników zginęło w wyniku eksplozji w kopalni węgla kamiennego w Spangler w Pensylwanii.
  - Dokonano oblotu niemieckiej łodzi latającej Dornier Do J.
- 1923 – Rosyjski astronom Władimir Albicki odkrył planetoidę (1028) Lydina.
- 1926 – Rozpoczęło nadawanie Radio azerbejdżańskie.
- 1928 – Herbert Hoover wygrał wybory prezydenckie w USA.
- 1931 – Na centralnym lotnisku im. Michaiła Frunzego w Moskwie otwarto pierwszy rosyjski port lotniczy.
- 1932:
  - Franklin Delano Roosevelt wygrał wybory prezydenckie w USA, pokonując urzędującego prezydenta Herberta Hoovera.
  - NSDAP wygrała przedterminowe wybory parlamentarne w Niemczech.
- 1935 – Dokonano oblotu brytyjskiego myśliwca Hawker Hurricane.
- 1936 – W Londynie podpisano protokół dotyczący przepisów o akcji wojennej łodzi podwodnych, ustalonych w części IV traktatu londyńskiego z dnia 22 kwietnia 1930 roku.
- 1937 – Włochy przystąpiły do Paktu antykominternowskiego.
- 1939 – Belgijski astronom Fernand Rigaux odkrył planetoidę (7000) Curie.
- 1940:
  - Ukazało się pierwsze wydanie tygodnika „Gazeta Polska w Kanadzie”.
  - Wszedł do służby brytyjski ciężki, dwusilnikowy bombowiec Avro Manchester.
- 1942 – Bitwa o Atlantyk: brytyjski statek pasażerski SS „City of Cairo” został storpedowany i zatopiony przez niemiecki okręt podwodny U-68 na południe od Wyspy Świętej Heleny, w wyniku czego zginęły 104 z 311 osób na pokładzie.
- 1943:
  - Armia Czerwona wyzwoliła Kijów.
  - U wybrzeży Nowej Fundlandii brytyjskie okręty zatopiły bombami głębinowymi niemieckie okręty podwodne U-226 (51 ofiar) i U-842 (56 ofiar).
  - W Lipsku odbyło się premierowe wykonanie kantaty scenicznej Catulli Carmina skomponowanej przez Carla Orffa.
- 1944:
  - Koblencja została zbombardowana przez samoloty Royal Air Force, w największym w trakcie wojny nalocie na to miasto.
  - W Kairze został zamordowany przez żydowską organizację Lechi brytyjski minister-rezydent na Bliskim Wschodzie Walter Guinness, który odmówił węgierskim Żydom udzielenia schronienia w Palestynie.
- 1947 – W Rydze uruchomiono komunikację trolejbusową.
- 1949 – Z połączenia Nowej Gwinei Australijskiej i Papui utworzono powiernicze Terytorium Papui i Nowej Gwinei pod administracją australijską.
- 1951 – W Salonikach otwarto Stadion Kleanthisa Vikelidesa.
- 1956:
  - Dwight Eisenhower wygrał po raz drugi wybory prezydenckie w USA.
  - Kryzys sueski: w wyniku presji międzynarodowej zostały wstrzymane wszystkie działania wojenne w Egipcie.
- 1957 – Félix Gaillard został premierem Francji.
- 1960 – Otwarto pierwszy odcinek kijowskiego metra.
- 1961 – Pracownik kontrwywiadu zachodnioniemieckiej Federalnej Służby Wywiadowczej (BND) Heinz Felfe został aresztowany pod zarzutem szpiegostwa na rzecz ZSRR.
- 1968 – Na Uniwersytecie Stanowym w San Francisco rozpoczął się najdłuższy w historii USA strajk studentów, trwający do marca następnego roku.
- 1969 – W wyniku eksplozji dynamitu w kopalni złota koło Klerksdorp w Południowej Afryce zginęło 65 górników.
- 1970:
  - Arabscy terroryści z Al-Fatah zdetonowali bombę na dworcu autobusowym w centrum Tel Awiwu-Jafy, a po 20 minutach, w czasie trwania akcji ratunkowej zdetonowali drugą, w wyniku czego zginęło 2 Izraelczyków, a 34 osoby zostały ranne.
  - Chiny i Włochy nawiązały stosunki dyplomatyczne.
  - W Mendon w stanie Massachusetts odbył się pierwszy koncert grupy Aerosmith.
- 1972 – Chiny i Madagaskar nawiązały stosunki dyplomatyczne.
- 1975:
  - Abu Sadat Mohammad Sayem został prezydentem Bangladeszu, zastępując obalonego Khondokara Mośtaka Ahmeda.
  - W Londynie odbył się pierwszy koncert grupy Sex Pistols.
  - W ramach tzw. Zielonego Marszu 300 tys. Marokańczyków przekroczyło granicę z Saharą Hiszpańską (ob. Sahara Zachodnia), domagając się zakończenia hiszpańskiej okupacji prowincji.
- 1979 – Premier Iranu Mehdi Bazargan podał się do dymisji.
- 1980 – W RFN utworzono trzeci rząd Helmuta Schmidta.
- 1982 – Paul Biya został prezydentem Kamerunu.
- 1984 – Ronald Reagan wygrał po raz drugi wybory prezydenckie w USA.
- 1985:
  - Aníbal Cavaco Silva został premierem Portugalii.
  - Oddział partyzancki M-19 dokonał szturmu na Pałac Sprawiedliwości w Bogocie. W walkach zginęło 35 napastników, 48 żołnierzy i 11 pracowników wymiaru sprawiedliwości.
- 1986 – 2 członków załogi i 43 pracowników powracających z platformy wiertniczej na Morzu Północnym zginęło w katastrofie śmigłowca Boeing CH-47 Chinook w okolicy portu lotniczego Sumburgh na Szetlandach.
- 1987 – Noboru Takeshita został premierem Japonii.
- 1990:
  - Nawaz Sharif został premierem Pakistanu.
  - Węgry zostały przyjęte do Rady Europy.
- 1991:
  - Weszła w życie konstytucja Litwy.
  - W Kuwejcie ugaszono ostatni z 725 szybów naftowych, podpalonych przez wycofujące się wojska irackie.
- 1994 – Emomali Rahmon wygrał wybory prezydenckie w Tadżykistanie.
- 1996 – Premiera filmu wojennego Angielski pacjent w reżyserii Anthony’ego Minghelli.
- 1998 – Hugo Chávez wygrał wybory prezydenckie w Wenezueli.
- 1999:
  - Emomali Rahmon ponownie wygrał wybory prezydenckie w Tadżykistanie.
  - Mieszkańcy Australii opowiedzieli się w referendum za kontynuowaniem rządów królowej Elżbiety II jako głowy państwa australijskiego.
- 2000 – Paramanga Ernest Yonli został premierem Burkiny Faso.
- 2001 – Telewizja FOX wyemitowała premierowy odcinek serialu sensacyjnego 24 godziny.
- 2002 – Nad Górami Wołowskimi zderzyły się dwa słowackie myśliwce MiG-29. Zginął jeden z pilotów, drugi zdołał się katapultować.
- 2003 – W polskiej strefie w Iraku zginął pierwszy polski żołnierz mjr Hieronim Kupczyk.
- 2008:
  - 12 osób zginęło, a 41 zostało rannych w zamachu bombowym we Władykaukazie (Osetia Północna)
  - Jigme Khesar Namgyel Wangchuck został koronowany na króla Bhutanu.
- 2010 – W Sewilli odbyła się 23. ceremonia wręczenia Europejskich Nagród Filmowych.
- 2012:
  - Barack Obama wygrał po raz drugi wybory prezydenckie w USA.
  - Mieszkańcy Portoryko opowiedzieli się w referendum za przekształceniem wyspy w 51. stan USA.
- 2013:
  - Emomali Rahmon ponownie wygrał wybory prezydenckie w Tadżykistanie.
  - We Paryżu sprzedano na aukcji za 357 tysięcy euro jedyną kopię testamentu Napoleona Bonapartego, przepisaną z oryginału przez jego sekretarza. Oryginał dokumentu, napisany nieczytelnym charakterem pisma, z którego znany był Bonaparte, przechowywany jest we francuskim Archiwum Narodowym.
- 2016 – W Bułgarii odbyła się pierwsza tura wyborów prezydenckich. Do drugiej tury przeszli: późniejszy zwycięzca Rumen Radew i Cecka Caczewa.
- 2022 – 19 osób zginęło, a 24 zostały ranne w katastrofie należącego do tanzańskich linii lotniczych Precision Air samolotu ATR 42-500 na Jeziorze Wiktorii.
- 2024 – Donald Trump wygrał wybory prezydenckie i został nominowany na 47. prezydenta Stanów Zjednoczonych.

## Eksploracja kosmosu
- 1966 – Wystrzelono amerykańską sondę księżycową Lunar Orbiter 2.
- 1974 – Mająca powrócić na Ziemię z próbką gruntu radziecka sonda Łuna 23 uległa uszkodzeniu podczas lądowania na Księżycu.

## Urodzili się
- 15 – Agrypina Młodsza, matka cesarza Nerona (zm. 59)
- 1391 – Edmund Mortimer, hrabia Marchii i Ulsteru (zm. 1425)
- 1479:
  - Filip I, margrabia Badenii-Sponheim (zm. 1533)
  - Joanna Szalona, księżna Asturii, królowa Kastylii i Leónu (zm. 1555)
- 1494 – Sulejman Wspaniały, sułtan Imperium Osmańskiego (zm. 1566)
- 1534 – Joachim Camerarius Młodszy, niemiecki lekarz, botanik, przyrodnik (zm. 1598)
- 1540 – Cecylia Wazówna, królewna szwedzka, margrabina badeńska (zm. 1627)
- 1550 – Katarzyna Månsdotter, królowa Szwecji (zm. 1612)
- 1562 – Francesco Sforza, włoski kardynał (zm. 1624)
- 1617 – Leopoldo de’ Medici, włoski kardynał (zm. 1675)
- 1623 – Mitrofan z Woroneża, rosyjski biskup prawosławny (zm. 1703)
- 1632 – Leonard Gabriel Pociej, polski szlachcic, wojewoda witebski, sędzia, polityk (zm. 1695)
- 1636 – Henrietta Adelajda Sabaudzka, księżna bawarska (zm. 1676)
- 1661:
  - Fiodor Apraksin, rosyjski admirał (zm. 1728)
  - Karol II Habsburg, król Hiszpanii (zm. 1700)
- 1671 – Colley Cibber, brytyjski dramaturg, poeta, aktor (zm. 1757)
- 1672 – Carlo Agostino Badia, włoski kompozytor (zm. 1738)
- 1689 – Antoni Kazimierz Sapieha, polski starosta, kasztelan, polityk (zm. 1739)
- 1692 – Louis Racine, francuski poeta (zm. 1763)
- 1698 – Mikołaj Ignacy Wyżycki, polski duchowny katolicki, arcybiskup metropolita lwowski (zm. 1757)
- 1704 – Willem Bentinck, holenderski hrabia, polityk (zm. 1774)
- 1724 – Klaudiusz Cayx, francuski jezuita, męczennik, błogosławiony (zm. 1792)
- 1730 – Leonardo Antonelli, włoski kardynał (zm. 1811)
- 1740 – Joseph Christian Hohenlohe-Bartenstein, niemiecki duchowny katolicki, biskup wrocławski (zm. 1817)
- 1753 – Jean-Baptiste Bréval, francuski kompozytor (zm. 1823)
- 1754 – Fryderyk I, król Wirtembergii (zm. 1816)
- 1755 – (data chrztu) Stanisław Staszic, polski duchowny katolicki, działacz oświeceniowy, pisarz polityczny, publicysta, filozof, tłumacz, przyrodnik, geograf, geolog (zm. 1826)
- 1756 – Richard Dale, amerykański oficer marynarki wojennej (zm. 1826)
- 1758 – Andreas Birch, duński teolog luterański, biblista, paleograf (zm. 1829)
- 1759 – Maria Teresa de Vallabriga, hiszpańska arystokratka (zm. 1820)
- 1771 – Alois Senefelder, niemiecki grafik, litograf (zm. 1834)
- 1781:
  - Louis-Etienne Vincent de Marniola, francuski dyplomata (zm. 1809)
  - Giovanni Plana, włoski astronom, matematyk (zm. 1864)
- 1784 – Laure Junot d’Abrantès, francuska pisarka (zm. 1838)
- 1788 – Giuseppe Donizetti, włoski kompozytor, dyrygent, pedagog (zm. 1856)
- 1794:
  - Aimable Pélissier, francuski dowódca wojskowy, marszałek Francji (zm. 1864)
  - Konstantin Thon, rosyjski architekt pochodzenia niemieckiego (zm. 1881)
- 1800:
  - Leonard Chodźko, polski historyk, geograf, kartograf, archiwista, wydawca i działacz emigracyjny (zm. 1871)
  - Eduard Grell, niemiecki kompozytor, organista (zm. 1886)
- 1802 – Theodor von Bernhardi, niemiecki dyplomata, ekonomista, historyk (zm. 1887)
- 1804 – Albert Zeller, niemiecki psychiatra, pisarz, naczelny radca sanitarny (zm. 1877)
- 1807:
  - Leonardo Alenza, hiszpański malarz, rysownik (zm. 1845)
  - Karol Antoniewicz, polski jezuita, misjonarz, pisarz (zm. 1852)
- 1809 – Lesław Łukaszewicz, polski historyk literatury, działacz niepodległościowy (zm. 1855)
- 1811:
  - Leonard Rettel, polskim prozaik, poeta, tłumacz, belwederczyk, uczestnik powstania listopadowego, działacz Wielkiej Emigracji (zm. 1885)
  - Markijan Szaszkewycz, ukraiński duchowny greckokatolicki, pisarz (zm. 1843)
- 1812 – Louis-Victor Sicotte, kanadyjski prawnik, polityk (zm. 1899)
- 1813 – Maria od Krzyża di Rosa, włoska zakonnica, święta (zm. 1855)
- 1814 – Adolphe Sax, belgijski budowniczy instrumentów muzycznych, konstruktor saksofonu (zm. 1894)
- 1822 – Oskar Flatt, polski krajoznawca, publicysta (zm. 1872)
- 1825 – Julian Klaczko, polski krytyk literacki, historyk sztuki (zm. 1906)
- 1835 – Cesare Lombroso, włoski psychiatra, antropolog, kryminolog (zm. 1909)
- 1838 – Bronisław Radziszewski, polski chemik, wykładowca akademicki (zm. 1914)
- 1841 – Armand Fallières, francuski polityk, premier i prezydent Francji (zm. 1931)
- 1842 – Bolesław Łaszczyński, polski malarz (zm. 1909)
- 1844 – Leon Przanowski, polski ziemianin, działacz społeczny i oświatowy, uczestnik powstania styczniowego (zm. 1924)
- 1845 – Wilhelm z Hesji-Darmstadt, niemiecki książę, generał piechoty (zm. 1900)
- 1846 – Caspar René Gregory, amerykańsko-niemiecki biblista (zm. 1917)
- 1850 – Ernest von Koerber, austriacki polityk, premier Austrii (zm. 1919)
- 1851 – Charles Dow, amerykański dziennikarz, publicysta (zm. 1902)
- 1853 – Leon Mańkowski, polski indolog, wykładowca akademicki (zm. 1909)
- 1854:
  - Edmund Gomansky, niemiecki rzeźbiarz (zm. 1930)
  - John Sousa, amerykański kompozytor (zm. 1932)
- 1856 – Leonard Jan Józef Lepszy, polski inżynier górnik, historyk sztuki złotniczej (zm. 1937)
- 1858 – Beniamin Torbe, polski architekt pochodzenia żydowskiego (zm. 1931)
- 1861 – James Naismith, kanadyjski lekarz, twórca zasad koszykówki (zm. 1939)
- 1865 – William Boog Leishman, szkocki generał, lekarz wojskowy, patolog (zm. 1926)
- 1866:
  - Willibald Besta, niemiecki malarz, grafik (zm. 1949)
  - Johannes Jørgensen, duński poeta, prozaik (zm. 1956)
- 1867 – Richard Swann Lull, amerykański paleontolog (zm. 1957)
- 1868 – Feliks Zamenhof, polski lekarz, farmaceuta, esperantysta, opiekun sierot pochodzenia żydowskiego (zm. 1933)
- 1869:
  - Arthur Lyon Bowley, brytyjski ekonomista, statystyk (zm. 1957)
  - Stanisław Rawicz-Dziewulski, polski generał brygady (zm. 1939)
- 1870 – Herbert Samuel, brytyjski arystokrata, polityk, dyplomata (zm. 1963)
- 1872:
  - František Bílek, czeski rzeźbiarz, grafik, architekt (zm. 1941)
  - Rudolf Ericson, szwedzki łyżwiarz szybki (zm. 1937)
- 1876 – Luigi Miraglia, włoski admirał, polityk (zm. 1972)
- 1878 – Stanisław Śniatała, polski duchowny katolicki (zm. 1947)
- 1879:
  - Henryk Kuna, polski rzeźbiarz pochodzenia żydowskiego (zm. 1945)
  - Stanisław Szober, polski językoznawca, leksykograf, pedagog (zm. 1938)
- 1880:
  - Robert Musil, austriacki pisarz, krytyk teatralny (zm. 1942)
  - Serafin (Ostroumow), rosyjski duchowny prawosławny, arcybiskup smoleński i dorogobuski, święty nowomęczennik (zm. 1937)
  - George Poage, amerykański lekkoatleta, płotkarz (zm. 1962)
  - Oskar Sosnowski, polski architekt, konserwator zabytków (zm. 1939)
- 1881:
  - Homer Collyer, amerykański syllogoman (zm. 1947)
  - Henryk Mierzejewski, polski inżynier, wykładowca akademicki (zm. 1929)
  - Otozō Yamada, japoński generał (zm. 1965)
- 1882 – Thomas H. Ince, amerykański aktor, reżyser, scenarzysta i producent filmowy (zm. 1924)
- 1883:
  - Herman Maximilien de Burlet, holenderski anatom (zm. 1957)
  - Giuseppe Fietta, włoski kardynał, nuncjusz apostolski (zm. 1960)
  - Jazep Losik, białoruski działacz narodowy i społeczny, polityk, pisarz, publicysta, językoznawca, literaturoznawca (zm. 1940)
- 1884 – Richard Weiner, czeski poeta, prozaik, publicysta (ur. 1937)
- 1885 – Frank Kingdon-Ward, brytyjski botanik, odkrywca, podróżnik (zm. 1958)
- 1886:
  - André Marty, francuski polityk komunistyczny (zm. 1956)
  - Edward Owen, brytyjski lekkoatleta, długodystansowiec (zm. 1949)
- 1887:
  - Karol Bader, polski prawnik, dyplomata (zm. 1957)
  - Paul Böning, niemiecki elektrotechnik (zm. 1972)
  - Walter Johnson, amerykański baseballista (zm. 1946)
  - Radosław Ostrowski, białoruski publicysta, działacz narodowo-społeczny (zm. 1976)
- 1888 – Marcin Kacprzak, polski lekarz, wydawca, publicysta (zm. 1968)
- 1889:
  - Aleksandra Artiuchina, radziecka polityk, działaczka związkowa (zm. 1969)
  - Gabriel Hanot, francuski piłkarz, trener, dziennikarz sportowy (zm. 1968)
- 1890:
  - Alfonso Castaldo, włoski duchowny katolicki, arcybiskup Neapolu, kardynał (zm. 1966)
  - Lejb Najdus, żydowski poeta, tłumacz (zm. 1918)
  - Tomasz Szalewicz, polski działacz społeczny, samorządowiec (zm. 1961)
- 1891 – Rudolf Hauschka, austriacki pisarz, chemik, wynalazca, przedsiębiorca, antropozof (zm. 1969)
- 1892:
  - Andrzej Huszno, polski duchowny prawosławny, założyciel i administrator generalny Polskiego Narodowego Kościoła Prawosławnego (zm. 1939)
  - Harold Ross, amerykański dziennikarz (zm. 1951)
- 1893:
  - Michał Kryspin Pawlikowski, polski pisarz, felietonista (zm. 1972)
  - Gustaw Wassercug, polski dziennikarz, prawnik pochodzenia żydowskiego (zm. 1944)
- 1894:
  - Leonard Michalski, polski oficer, kawaler Orderu Virtuti Militari (zm. 1963)
  - Stanisław Paszke, polski kapitan kapelmistrz, dyrygent, kompozytor, pedagog (zm. 1974)
- 1896 – Zygmunt Turkow, polsko-izraelski aktor, reżyser, dramaturg (zm. 1970)
- 1897:
  - Paula Karpinski, niemiecka polityk (zm. 2005)
  - Helena Kornella, polska lekarka, urolog (zm. 1992)
  - Sverre Riisnæs, norweski prawnik, kolaborant, szef Germanske SS Norge (zm. 1988)
  - Ludwik Rubel, niemiecki dziennikarz, polityk, poseł na Sejm RP (zm. 1958)
- 1899:
  - Francis Lederer, amerykański aktor pochodzenia żydowskiego (zm. 2000)
  - Tadeusz Reyman, polski historyk, archeolog, muzealnik (zm. 1955)
  - Alfred Schulze-Hinrichs, niemiecki komandor (zm. 1972)
- 1900 – Teodor Piechaczek, polski wojskowy, powstaniec śląski (zm. 1986)
- 1901 – Eugeniusz Słuszkiewicz, polski językoznawca, poliglota, wykładowca akademicki (zm. 1981)
- 1902:
  - Wiktor Kemula, polski chemik, wykładowca akademicki (zm. 1985)
  - Izrael Lejzerowicz, polski malarz, poeta pochodzenia żydowskiego (zm. 1944)
- 1904:
  - Stanisław Gibasiewicz, polski prawnik, numizmatyk, bibliotekarz (zm. 1986)
  - Michaił Sadowski, rosyjski geofizyk, sejsmolog, wykładowca akademicki (zm. 1994)
- 1905 – Pierre Dżumajjil, libański polityk (zm. 1984)
- 1906:
  - Nikanor (Iličić), serbski biskup prawosławny (zm. 1986)
  - Michaił Papawa, radziecki dziennikarz, scenarzysta filmowy (zm. 1975)
  - Michael Stewart, brytyjski polityk (zm. 1990)
  - Wiesław Szpakowicz, polski porucznik, cichociemny (zm. 1942)
- 1908:
  - Tony Canzoneri, amerykański bokser pochodzenia włoskiego (zm. 1959)
  - Françoise Dolto, francuska pediatra, psychoanalityk (zm. 1988)
  - Bertil Ericsson, szwedzki piłkarz (zm. 2002)
- 1909:
  - Marjorie Clark, południowoafrykańska lekkoatletka, płotkarka (zm. 1993)
  - Józef Sigalin, polski architekt, urbanista (zm. 1983)
- 1910:
  - Barbara Spychalska, polska pierwsza dama (zm. 1988)
  - Lyman Alexander Swingle, amerykański działacz religijny, członek Ciała Kierowniczego Świadków Jehowy (zm. 2001)
- 1912:
  - Whitney Straight, amerykańsko-brytyjski pilot wojskowy, kierowca wyścigowy (zm. 1979)
  - Leonard Zub-Zdanowicz, polski major kawalerii, cichociemny, żołnierz AK, podpułkownik Brygady Świętokrzyskiej NSZ (zm. 1982)
- 1913:
  - Wacław Łapkowski, polski major pilot, as myśliwski (zm. 1941)
  - Bernard Nuszkowski, polski dziennikarz (zm. 1942)
- 1914 – Jadwiga Głażewska, polska lekkoatletka, łyżwiarka szybka, piłkarka ręczna, koszykarka (zm. 1979)
- 1915:
  - Totte Åkerlund, szwedzki curler (zm. 2009)
  - Bolesław Kowalski, polski działacz komunistyczny, żołnierz AL, uczestnik powstania warszawskiego (zm. 1944)
- 1916 – Ray Conniff, amerykański kompozytor, dyrygent (zm. 2002)
- 1917:
  - Sharof Rashidov, uzbecki i radziecki polityk, pisarz (zm. 1983)
  - Leonard Siemiątkowski, polski polityk, prezes NBP (zm. 2014)
  - Wasilij Tołstikow, rosyjski i radziecki polityk, dyplomata (zm. 2003)
- 1918:
  - John Richard Dellenback, amerykański polityk (zm. 2002)
  - Tadeusz Koczwara, polski jezuita, filozof (zm. 1998)
- 1919:
  - Julius Assfalg, niemiecki orientalista (zm. 2001)
  - Norman Lane, kanadyjski kajakarz, kanadyjkarz (zm. 2004)
  - Sophia de Mello Breyner, portugalska pisarka (zm. 2004)
  - Turdakun Usubalijew, kirgiski i radziecki polityk (zm. 2015)
- 1920:
  - Hans-Peter Friedländer, szwajcarski piłkarz (zm. 1999)
  - Jerzy Gintel, polski fizyk (zm. 2010)
  - Augustyn Ponikiewski, polski profesor nauk rolniczych (zm. 2018)
- 1921:
  - James Jones, amerykański pisarz (zm. 1977)
  - Rinaldo Martino, argentyński piłkarz (zm. 2000)
- 1922:
  - Leo Lipski, polsko-izraelski pisarz (zm. 1997)
  - Artur Międzyrzecki, polski poeta, tłumacz, autor tekstów piosenek (zm. 1996)
- 1923:
  - Aleksandra Czudina, rosyjska siatkarka, wszechstronna lekkoatletka (zm. 1990)
  - Stanisław Kostka, polski prokurator, polityk, poseł na Sejm PRL (zm. 1995)
  - Wiesław Krajewski, polski podharcmistrz, podporucznik, żołnierz AK, uczestnik powstania warszawskiego (zm. 1944)
- 1924:
  - William Auld, brytyjski poeta, tłumacz, esperantysta (zm. 2006)
  - Krystyna Miecikówna, polska aktorka (zm. 2009)
  - Otto Rothe, niemiecki jeździec sportowy (zm. 1970)
- 1925:
  - Jean Aurel, francuski reżyser filmowy (zm. 1996)
  - Michel Bouquet, francuski aktor (zm. 2022)
  - Franz Pelikan, austriacki piłkarz, bramkarz (zm. 1994)
- 1926:
  - Zygmunt Chychła, polski bokser (zm. 2009)
  - Kazimierz Dziedzic, polski geolog, wykładowca akademicki (zm. 2016)
  - Witold Janowski, polski grafik (zm. 2006)
  - Edouard Saouma, libański agronom, polityk (zm. 2012)
  - Zig Ziglar, amerykański pisarz, mówca motywacyjny (zm. 2012)
- 1927:
  - Zbigniew Łagocki, polski artysta fotograf, pedagog (zm. 2009)
  - Sirkka Polkunen, fińska biegaczka narciarska (zm. 2014)
- 1928 – Andrzej Heidrich, polski grafik (zm. 2019)
- 1929:
  - Jożef Beca, ukraiński piłkarz, trener pochodzenia węgierskiego (zm. 2011)
  - Roberto Antonio Dávila Uzcátegui, wenezuelski duchowny katolicki, biskup pomocniczy Caracas (zm. 2021)
  - June Squibb, amerykańska aktorka
- 1930:
  - Doug Anakin, kanadyjski bobsleista (zm. 2020)
  - Donald Churchill, brytyjski dramaturg, aktor (zm. 1991)
  - Mark McCormack, amerykański prawnik, przedsiębiorca, menedżer sportowy (zm. 2003)
  - Konrad Szabelewski, polsko-francuski architekt (zm. 2021)
- 1931:
  - Frank Bolling, amerykański baseballista (zm. 2020)
  - Peter Collins, brytyjski kierowca wyścigowy (zm. 1958)
  - Franciszek Mleczko, polski socjolog, wykładowca akademicki, urzędnik państwowy (zm. 2022)
  - Mike Nichols, amerykański reżyser i producent filmowy pochodzenia żydowskiego (zm. 2014)
  - Bogdan Poniatowski, polski wioślarz, trener (zm. 2014)
  - Zbigniew Pudysz, polski generał brygady SB (zm. 2010)
  - Pál Várhidi, węgierski piłkarz, trener (zm. 2015)
  - Zbigniew Antoni Żechowski, polski socjolog (zm. 2019)
- 1932:
  - Łucja Danielewska, polska pisarka (zm. 2004)
  - François Englert, belgijski fizyk teoretyk, laureat Nagrody Nobla
  - Stonewall Jackson, amerykański piosenkarz i gitarzysta country (zm. 2021)
  - Henryk Kietliński, polski duchowny katolicki, pallotyn, pisarz (zm. 2017)
  - Hemmo Silvennoinen, fiński skoczek narciarski (zm. 2002)
- 1933:
  - Else Ackermann, niemiecka polityk (zm. 2019)
  - Carlos Correia, gwinejski polityk, premier Gwinei Bissau (zm. 2021)
- 1934 – Miroslav Koranda, czeski wioślarz, sternik (zm. 2008)
- 1935 – Stanisław Wlazły, polski piłkarz (zm. 1996)
- 1936:
  - Zdzisław Kozłowski, polski działacz sportowy (zm. 2016)
  - Emil Loteanu, mołdawski reżyser filmowy (zm. 2003)
  - Leonard Pietraszak, polski aktor (zm. 2023)
  - Augustyn Skórski, polski hokeista (zm. 1981)
  - Nika Strzemińska, polska psychiatra, pisarka (zm. 2001)
  - Stanisław Tkocz, polski żużlowiec (zm. 2016)
- 1937:
  - Wadim Bakatin, rosyjski polityk, minister spraw wewnętrznych, szef Komitetu Bezpieczeństwa Państwowego (KGB) (zm. 2022)
  - Vladimir Durković, jugosłowiański piłkarz (zm. 1972)
  - Alena Hiltscherová, czeska lekkoatletka, płotkarka i sprinterka
  - Carlo Liberati, włoski duchowny katolicki, prałat terytorialny Pompei.
  - Joe Warfield, amerykański aktor, reżyser teatralny, pedagog
- 1938:
  - Krzysztof Świętochowski, polski aktor, lektor (zm. 1992)
  - Marino Vigna, włoski kolarz torowy i szosowy
- 1939:
  - Stanisław Bogdanowicz, polski duchowny katolicki, infułat archidiecezji gdańskiej (zm. 2017)
  - Virgilijus Bulovas, litewski inżynier, polityk, dyplomata, minister spraw wewnętrznych (zm. 2024)
  - David Parker Ray, amerykański seryjny morderca (zm. 2002)
- 1940:
  - Paul Darmanin, maltański duchowny katolicki, kapucyn, biskup Garissy (zm. 2023)
  - Johnny Giles, irlandzki piłkarz, trener
  - Andrzej Kuś, polski alpinista, taternik, tłumacz, projektant, wykładowca języków obcych (zm. 2008)
  - Edward Sitek, polski rzeźbiarz, pedagog (zm. 2002)
  - Jan Szlachta, polski polityk, minister górnictwa i energetyki (zm. 1993)
  - Jan Wróblewski, polski pilot szybowcowy i samolotowy
- 1941:
  - Galina Leontjewa, radziecka siatkarka (zm. 2016)
  - Maksymilian Misztal, polski rzeźbiarz, pedagog (zm. 2017)
  - Mário Tito, brazylijski piłkarz (zm. 1994)
- 1942:
  - William Fey, amerykański duchowny katolicki, biskup Kimbe (zm. 2021)
  - Zygmunt Kawecki, polski szablista, trener
  - Jacek Snopkiewicz, polski dziennikarz
- 1943 – Roberto Telch, argentyński piłkarz, trener (zm. 2014)
- 1944:
  - Wild Man Fischer, amerykański muzyk rockowy (zm. 2011)
  - Takashi Koizumi, japoński reżyser filmowy
  - Ioan Robu, rumuński duchowny katolicki, arcybiskup Bukaresztu
- 1945:
  - Enver Hadžiabdić, jugosłowiański piłkarz, trener
  - Odd Iversen, norweski piłkarz (zm. 2014)
  - Alberto Maggi, włoski serwita, biblista, pisarz katolicki
  - Włodzimierz Precht, polski operator filmowy (zm. 2018)
  - Albert Thévenot, kanadyjski duchowny katolicki, biskup Prince-Albert (zm. 2025)
- 1946:
  - Sally Field, amerykańska aktorka
  - Pierre Mamboundou, gaboński polityk (zm. 2011)
- 1947:
  - Jerzy Busza, polski poeta, publicysta, fotografik (zm. 1997)
  - Manuel Felício, portugalski duchowny katolicki, biskup Guardy
  - Larry James, amerykański lekkoatleta, sprinter (zm. 2008)
  - Giennadij Sielezniow, rosyjski polityk (zm. 2015)
  - Edward Yang, tajwański reżyser filmowy (zm. 2007)
  - Mesut Yılmaz, turecki polityk, premier Turcji (zm. 2020)
  - George Young, australijski muzyk rockowy, autor piosenek, producent muzyczny, członek zespołów The Easybeats i AC/DC pochodzenia szkockiego (zm. 2017)
- 1948:
  - Glenn Frey, amerykański wokalista, kompozytor, autor tekstów, producent muzyczny, członek zespołu The Eagles (zm. 2016)
  - Robert Hübner, niemiecki szachista (zm. 2025)
  - Rushton Moreve, amerykański basista, kompozytor, autor tekstów, członek zespołu Steppenwolf (zm. 1981)
  - Sergio Pagano, włoski duchowny katolicki, biskup, prefekt Tajnych Archiwów Watykanu
- 1949:
  - Brad Davis, amerykański aktor (zm. 1991)
  - Harald Ehrig, niemiecki saneczkarz
  - Teresa Marszałowicz, polska lekkoatletka, wieloboistka
  - Werner Mattle, szwajcarski narciarz alpejski
  - Adriano Maleiane, mozambicki polityk, premier Mozambiku
  - Arturo Sandoval, kubański trębacz i pianista jazzowy
  - Joseph C. Wilson, amerykański dyplomata (zm. 2019)
- 1950:
  - Ronald Fabbro, kanadyjski duchowny katolicki, biskup Londonu
  - Gil Goldstein, amerykański muzyk, kompozytor, producent muzyczny
  - Joel Konzen, amerykański duchowny katolicki, biskup pomocniczy Atlanty
  - Lothar Kurbjuweit, niemiecki piłkarz, trener
  - Torben Lund, duński prawnik, polityk, eurodeputowany
  - Leonardo Ulrich Steiner, brazylijski duchowny katolicki, arcybiskup metropolita Manaus pochodzenia niemieckiego
- 1951:
  - Andrzej Frajndt, polski dziennikarz, wokalista, członek zespołu Partita
  - Simon Conway Morris, brytyjski paleontolog
  - Zbigniew Nosowski, polski dziennikarz, publicysta, działacz katolicki
  - Ryszard Żółtaniecki, polski socjolog, poeta, dyplomata (zm. 2020)
- 1952:
  - Michael Cunningham, amerykański pisarz
  - Tommy Finney, północnoirlandzki piłkarz
  - Michał Praszak, polski szachista
  - Franciszek Utko, polski aktor
- 1953:
  - Astrid Fodor, rumuński polityk, samorządowiec, burmistrz Sybinu
  - Tony Parsons, brytyjski pisarz, dziennikarz
  - Ron Underwood, amerykański reżyser filmowy i telewizyjny
- 1954:
  - Karin Fossum, norweska pisarka
  - Giuseppe Mango, włoski piosenkarz, autor tekstów, muzyk (zm. 2014)
  - Janusz Pęcherz, polski chemik, samorządowiec, polityk, senator RP
  - Rudi Tusch, niemiecki skoczek narciarski, trener
  - Kurt Welzl, austriacki piłkarz
- 1955:
  - Catherine Asaro, amerykańska fizyk, chemik, pisarka science fiction i fantasy
  - Erich Karkoschka, niemiecki astronom, matematyk
  - Mirosław Przylipiak, polski filmoznawca, historyk i teoretyk filmu
  - Maria Shriver, amerykańska dziennikarka, pisarka
  - Bogusław Wierdak, polski przedsiębiorca, polityk, samorządowiec, przewodniczący Sejmiku opolskiego
- 1956:
  - Marc Dutroux, belgijski pedofil, seryjny morderca
  - Eddie Gorodetsky, amerykański scenarzysta i producent filmowy
- 1957:
  - Shonel Ferguson, bahamska lekkoatletka, sprinterka i skoczkini w dal
  - Bernhard Glass, niemiecki saneczkarz
  - Ciro Gomes, brazylijski prawnik, polityk
  - Lori Singer, amerykańska aktorka, wiolonczelistka, modelka
- 1958:
  - Urs Freuler, szwajcarski kolarz szosowy i torowy
  - Hery Rajaonarimampianina, madagaskarski ekonomista, polityk, prezydent Madagaskaru
- 1959:
  - Uwe Janson, niemiecki reżyser i scenarzysta filmowy
  - Christine de Veyrac, francuska prawnik, działaczka samorządowa, polityk
- 1960:
  - Wolfgang Bischof, niemiecki duchowny katolicki, biskup pomocniczy Monachium i Fryzyngi
  - Zdzisław Kwaśny, polski lekkoatleta, młociarz
  - Tomasz Michałowski, polski nauczyciel, związkowiec, polityk, senator RP
  - Kevin Neufeld, kanadyjski wioślarz
  - Agata Siecińska, polska malarka, aktorka
  - Ivo Žďárek, czeski dyplomata (zm. 2008)
- 1961:
  - Kazuhiko Aoki, japoński projektant gier komputerowych i wideo
  - Krystyna Bartol, polska filolog klasyczna, wykładowczyni akademicka
  - Inger Björkbom, szwedzka biathlonistka
  - Craig Goldy, amerykański gitarzysta, członek zespołu Dio
  - Zbigniew Nosowski, polski dziennikarz, publicysta, działacz katolicki
  - Florent Pagny, francuski piosenkarz, kompozytor, autor tekstów, aktor
  - Jolanta Tarasiuk, polska biochemik, wykładowczyni akademicka
- 1962:
  - Przemysław Czapliński, polski krytyk literacki
  - Krzysztof Sasnal, polski piłkarz (zm. 1982)
  - Gerald Willfurth, austriacki piłkarz, trener
- 1963:
  - Charles Kurzman, amerykański socjolog
  - Giselle LaRonde, trynidadzko-tobagijska modelka, zwyciężczyni konkursu Miss World
  - Nadine Morano, francuska polityk
  - Mariola Sokołowska, polska działaczka samorządowa, polityk, poseł na Sejm RP
- 1964:
  - Arne Duncan, amerykański polityk
  - Greg Graffin, amerykański wokalista, członek zespołu Bad Religion
  - António Morato, portugalski piłkarz
  - José Rui, kabowerdyjski piłkarz, trener
  - Dmytro Tiapuszkin, ukraiński piłkarz, bramkarz
- 1965:
  - Valérie Benguigui, francuska aktorka pochodzenia algierskiego (zm. 2013)
  - Joanna Jaśkowiak, polska prawnik, notariuszka, działaczka samorządowa, polityk, poseł na Sejm RP
  - Siim-Valmar Kiisler, estoński samorządowiec, polityk
  - Balázs Mihályfi, węgierski aktor
  - Michael Tritscher, austriacki narciarz alpejski
- 1966:
  - Paul Gilbert, amerykański gitarzysta, członek zespołu Mr. Big
  - Laurent Lafforgue, francuski matematyk
  - Ingo Spelly, niemiecki kajakarz, kanadyjkarz
  - Andrzej Zapałowski, polski historyk, polityk, poseł na Sejm RP, eurodeputowany
- 1967:
  - Stan Efferding, amerykański kulturysta, trójboista siłowy
  - Massimo Ficcadenti, włoski piłkarz, trener
  - Shūzō Matsuoka, japoński tenisista
  - Rebecca Schaeffer, amerykańska aktorka (zm. 1989)
- 1968:
  - Carlos Barra, meksykański piłkarz, trener
  - Luca Bramati, włoski kolarz górski i przełajowy
  - Kjetil Rekdal, norweski piłkarz, trener
  - Sandie Richards, jamajska lekkoatletka, sprinterka
  - Kelly Rutherford, amerykańska aktorka
  - Eric Singleton, amerykański raper
  - Jerry Yang, amerykański inżynier pochodzenia tajwańskiego
- 1969:
  - Cory Bernardi, australijski wioślarz, polityk
  - Javier Bosma, hiszpański siatkarz plażowy
  - Fan Zhiyi, chiński piłkarz
  - Luo Jianming, chiński sztangista
  - Paweł Primel, polski piłkarz, bramkarz
  - Jacek Sasin, polski samorządowiec, polityk, poseł na Sejm RP, wicepremier
  - Colson Whitehead, amerykański pisarz
- 1970:
  - Joyce Chepchumba, kenijska lekkoatletka, biegaczka długodystansowa
  - Ethan Hawke, amerykański aktor, reżyser i scenarzysta filmowy
  - Marc Hodel, szwajcarski piłkarz
  - Andrei Kovalenko, australijski piłkarz wodny pochodzenia ukraińskiego
  - Martin Müller, czeski piłkarz
- 1971:
  - Jurij Andronow, rosyjski lekkoatleta, chodziarz
  - Laura Flessel-Colovic, francuska szpadzistka
  - Falk Huste, niemiecki bokser
- 1972:
  - Alfonso Gomez-Rejon, amerykański reżyser filmowy i telewizyjny pochodzenia meksykańskiego
  - Adonis Jeorjadis, grecki polityk
  - Władimir Kaliniczenko, rosyjski trójboista siłowy, strongman
  - Thandie Newton, brytyjska aktorka
  - Rebecca Romijn, amerykańska aktorka
  - Sheng Zetian, chiński zapaśnik
- 1973:
  - Juan Ángel Esparza, meksykański aktor
  - Darius Maciulevičius, litewski piłkarz
  - Simon Mol, kameruński przestępca, pisarz, dziennikarz (zm. 2008)
  - Irakli Okruaszwili, gruziński prawnik, adwokat, polityk
  - Tomasz Urynowicz, polski samorządowiec, działacz sportowy i społeczny, wicemarszałek województwa małopolskiego
- 1974:
  - Paul Manning, brytyjski kolarz torowy
  - Krisztián Sárneczky, węgierski astronom amator
  - Frank Vandenbroucke, belgijski kolarz szosowy (zm. 2009)
- 1975:
  - Radosław Król, polski ichtiolog, samorządowiec, polityk, wojewoda warmińsko-mazurski
  - Marcin Malinowski, polski piłkarz
- 1976:
  - Daniel Addo, ghański piłkarz
  - Siergiej Djaczkow, rosyjski szachista
  - Mike Herrera, amerykański wokalista, basista, członek zespołu MxPx
  - Carlos Quintana, portorykański bokser
  - David Škoch, czeski tenisista
  - Pat Tillman, amerykański futbolista, żołnierz (zm. 2004)
  - Remigiusz Włodarczyk, polski strzelec sportowy
- 1977:
  - Michał Kielak, polski muzyk bluesowy
  - Demian Maia, brazylijski zawodnik sztuk walki
  - Adam Malecki, polski aktor
- 1978:
  - Daniela Cicarelli, brazylijska modelka, prezenterka telewizyjna
  - Bruno Fernandes, piłkarz z Gwinei Bissau
  - Taryn Manning, amerykańska aktorka, piosenkarka, projektantka mody
  - Savanté Stringfellow, amerykański lekkoatleta, skoczek w dal
- 1979:
  - Alessandro Ballan, włoski kolarz szosowy
  - Rudis Corrales, salwadorski piłkarz
  - James Deano, belgijski raper, aktor, pisarz
  - Adam LaRoche, amerykański baseballista
  - Lamar Odom, amerykański koszykarz
  - Gerli Padar, estońska piosenkarka
- 1980:
  - Simon Cziommer, niemiecki piłkarz
  - Anri Dżochadze, gruziński piosenkarz
  - Justyna Lesman, polska lekkoatletka, biegaczka średnio- i długodystansowa
  - Aritz López, hiszpański piłkarz, trener
  - Mert Nobre, turecki piłkarz pochodzenia brazylijskiego
  - Bartosz Porczyk, polski aktor
  - Damani Ralph, jamajski piłkarz
  - Marcin Walenczykowski, polski gitarzysta, kompozytor, multiinstrumentalista (zm. 2018)
- 1981:
  - Jorge Achucarro, paragwajski piłkarz
  - Kaspars Gorkšs, łotewski piłkarz
  - Sylwia Gruchała, polska florecistka
  - Frédéric Mendy, senegalski piłkarz
  - Daniela Meuli, szwajcarska snowboardzistka
  - Dienis Płatonow, rosyjski hokeista
  - Dana Reizniece-Ozola, łotewska szachistka, polityk
  - Uday Taleb, iracki piłkarz, bramkarz
  - Sarah Taylor, amerykańska tenisistka
- 1982:
  - Joseph Enakarhire, nigeryjski piłkarz
  - Ann Kristin Flatland, norweska biathlonistka
  - Ołeksij Haj, ukraiński piłkarz
  - Kajrat Nurdäuletow, kazachski piłkarz
  - Marc Oberweis, luksemburski piłkarz, bramkarz
  - Torbjørn Schei, norweski wokalista, autor tekstów, członek zespołów Keep of Kalessin i Hellish Outcast
  - Jarosław Wenderlich, polski samorządowiec, polityk, wiceminister
  - Jarosław Piątkowski, polski piłkarz
- 1983:
  - Hansi Arland, niemiecki piosenkarz, autor tekstów, kompozytor, producent muzyczny, realizator dźwięku
  - Bao Yingying, chińska szablistka
  - Alicja Bednarek, polska koszykarka
  - Nicole Hosp, austriacka narciarka alpejska
  - Li Jun Li, amerykańska aktorka pochodzenia chińskiego
  - Amira bint Ajdan ibn Najif at-Tawil, księżna saudyjska
- 1984:
  - Luke Allen-Gale, brytyjski aktor
  - Annie Cruz, amerykańska aktorka pornograficzna
  - Stefano Guberti, włoski piłkarz
  - Vladimirs Reskājs, łotewski samorządowiec, polityk
  - Simone Rota, filipiński piłkarz
  - Gieorgij Tibiłow, rosyjski i ukraiński zapaśnik
  - Tsai Yin-feng, tajwańska siatkarka
- 1985:
  - Šárka Barborková, czeska siatkarka
  - Karen Cope, kostarykańska siatkarka
  - Su Lihui, chińska zapaśniczka
  - Sun Yue, chiński koszykarz
- 1986:
  - Craig Bryson, szkocki piłkarz
  - Thomas De Gendt, belgijski kolarz szosowy
  - Mustapha Khalfi, marokańsko-holenderski piłkarz
  - Katie Leclerc, amerykańska aktorka
  - Adrian Mierzejewski, polski piłkarz
  - Conor Sammon, irlandzki piłkarz
  - Adam Saunders, australijski aktor
  - Won Ok-im, północnokoreańska judoczka
- 1987:
  - Niccolò Campriani, włoski strzelec sportowy
  - Ana Ivanović, serbska tenisistka
  - Marcela Marcisz, polska biegaczka narciarska
  - Eeva Niemelä, fińska lekkoatletka, tyczkarka
  - Atte Ohtamaa, fiński hokeista
- 1988:
  - Neal Eardley, walijski piłkarz
  - Aleksandra Ełbakian, kazachska programistka
  - John Holland, amerykański koszykarz
  - Kim Hyeon-woo, południowokoreański zapaśnik
  - Ana Cláudia Lemos, brazylijska lekkoatletka, sprinterka
  - Erik Lund, szwedzki piłkarz
  - Emma Stone, amerykańska aktorka
  - Conchita Wurst, austriacki piosenkarz występujący jako drag queen
- 1989:
  - Jozy Altidore, amerykański piłkarz pochodzenia haitańskiego
  - Aaron Hernandez, amerykański futbolista (zm. 2017)
  - Bandzragczijn Ojuunsüren, mongolska zapaśniczka
  - Zaur Sadajew, rosyjski piłkarz pochodzenia czeczeńskiego
  - Dominik Windisch, włoski biathlonista
- 1990:
  - Scott Gow, kanadyjski biathlonista
  - Jiloan Hamad, szwedzki piłkarz pochodzenia azerskiego
  - Andrea Marchisio, włoski siatkarz
  - Rhys Murphy, irlandzki piłkarz pochodzenia angielskiego
  - André Schürrle, niemiecki piłkarz
  - Kris Wu, chińsko-kanadyjski aktor, model, piosenkarz
- 1991:
  - Pax Baldwin, brytyjski aktor, piosenkarz
  - Hagen Kearney, amerykański snowboardzista
  - Paul Poirier, kanadyjski łyżwiarz figurowy
  - Florin Purece, rumuński piłkarz
  - Quentin Rossard, francuski siatkarz
  - Irina Tverdohlebova, mołdawska lekkoatletka, tyczkarka
- 1992:
  - Rebecca Allen, australijska koszykarka
  - Nasja Dimitrowa, bułgarska siatkarka
  - Paula Kania-Choduń, polska tenisistka
  - Stefan Ortega, niemiecki piłkarz
  - Gabriela Reyes, dominikańska siatkarka
  - Joshua Smits, holenderski piłkarz
- 1993:
  - Rebeka Abramovič, słoweńska koszykarka
  - Dearica Hamby, amerykańska koszykarka
  - Thalita de Jong, holenderska kolarka szosowa i przełajowa
  - Jeangu Macrooy, surinamski piosenkarz
  - Tim Williams, amerykański koszykarz
- 1994:
  - Martin Ádám, węgierski piłkarz
  - Daniel Masur, niemiecki tenisista
  - Kamil Szyłkiewicz, polski muzyk, kompozytor, didżej
- 1995:
  - Atabek Azisbekow, kirgiski zapaśnik
  - Mama Baldé, piłkarz z Gwinei Bissau
  - Raphaël Gay, francuski kolarz górski
  - Anja Nissen, duńsko-australijska piosenkarka, autorka piosenek, tancerka, aktorka
  - Sam Reinhart, kanadyjski hokeista
  - Diego Rodríguez, honduraski piłkarz
  - Génesis Romero, wenezuelska lekkoatletka, sprinterka i skoczkini w dal
  - Isidro Ros, hiszpański piłkarz
  - André Silva, portugalski piłkarz
  - Manvir Singh, indyjski piłkarz
  - Zhang Changning, chińska siatkarka
- 1996:
  - Lorenzo Baldassarri, włoski motocyklista wyścigowy
  - Kacper Lesiak, polski skoczek do wody
  - Cathelijn Peeters, holenderska lekkoatletka, sprinterka
  - Xin Xin, chińska pływaczka długodystansowa
  - Jakub Zwiech, polski siatkarz
- 1997:
  - Jurgen Bardhi, albański piłkarz
  - Aliona Bolsova, hiszpańska tenisistka pochodzenia mołdawskiego
  - Aleksander Dziewa, polski koszykarz
  - Abadi Hadis, etiopski lekkoatleta, długodystansowiec (zm. 2020)
  - Elena-Gabriela Ruse, rumuńska tenisistka
  - Hero Fiennes Tiffin, brytyjski aktor, model
- 1998:
  - Mohamed Amin, sudański piłkarz
  - Dymond Guilford, amerykańska zapaśniczka
  - Shayna Jack, australijska pływaczka
  - Yuzuru Kumano, japońska zapaśniczka
  - Aleksandra Rasińska, polska siatkarka
  - Marco Tumminello, włoski piłkarz
- 1999:
  - Ramsey Angela, holenderski lekkoatleta, sprinter i płotkarz
  - Andrea Bouma, holenderska lekkoatletka, sprinterka
  - Arianna Caruso, włoska piłkarka
  - Monika Fedusio, polska siatkarka
  - Robert Finke, amerykański pływak
  - Yasmin Giger, szwajcarska lekkoatletka, sprinterka i płotkarka
  - Chatchu-on Moksri, tajska siatkarka
- 2000:
  - Melvin Bard, francuski piłkarz
  - Marjorie Lajoie, kanadyjska łyżwiarka figurowa
  - Abdelilah Madkour, marokański piłkarz
  - Sara Natami, japońska zapaśniczka
  - Joseph Rosales, honduraski piłkarz
- 2001 – Day’Ron Sharpe, amerykański koszykarz
- 2002:
  - Jordan Courtney-Perkins, australijski piłkarz
  - Lara Naki Gutmann, włoska łyżwiarka figurowa
  - Natalia Padilla-Bidas, polska piłkarka pochodzenia hiszpańskiego
  - Arnaud Tendon, szwajcarski kolarz szosowy

## Zmarli
- 559 – Leonard z Limoges, frankoński rycerz, pustelnik, święty (ur. 466)
- 1003 – Jan XVII, papież (ur. ?)
- 1231 – Tsuchimikado, cesarz Japonii (ur. 1196)
- 1267 – Poppo von Osterna, wielki mistrz zakonu krzyżackiego (ur. ?)
- 1271 – Enrico Segusio, włoski duchowny katolicki, biskup Ostii, kardynał (ur. ok. 1194)
- 1312 – Krystyna ze Stommeln, niemiecka zakonnica, mistyczka, stygmatyczka, błogosławiona (ur. 1242)
- 1373 – John z Thoresby, angielski duchowny katolicki, arcybiskup Yorku, kardynał, lord kanclerz (ur. ?)
- 1406 – Innocenty VII, papież (ur. 1339)
- 1443 – Mikołaj z Kozłowa, polski duchowny katolicki, teolog, profesor i rektor Akademii Krakowskiej (ur. ?)
- 1492 – Antoine Busnois, francuski kompozytor, poeta (ur. 1430)
- 1501 – Giovanni della Rovere, włoski kondotier (ur. ok. 1457)
- 1549 – Antonio Abbondi, włoski architekt (ur. 1465)
- 1550 – Ulryk, książę Wirtembergii (ur. 1487)
- 1597 – Katarzyna Michalina Habsburżanka, infantka hiszpańska, księżna sabaudzka (ur. 1567)
- 1600 – Mitsunari Ishida, japoński samuraj (ur. 1560)
- 1612 – Henryk Fryderyk Stuart, książę Rothesay i Walii (ur. 1594)
- 1635 – Anna Ostrogska, polska szlachcianka (ur. 1575)
- 1640:
  - Eliasz Czetwertyński-Światopełk, polski rotmistrz, polityk (ur. 1606)
  - Samuel Grot Słupecki, polski szlachcic, polityk (ur. ?)
- 1644 – Thomas Roe, angielski dyplomata (ur. ok. 1581)
- 1650 – Wilhelm II Orański, książę Oranii, stadhouder Republiki Zjednoczonych Prowincji (ur. 1626)
- 1654 – Christian I Wittelsbach, hrabia palatyn i książę Palatynatu-Birkenfeld-Bischweiler (ur. 1598)
- 1656 – Jan IV Szczęśliwy, król Portugalii (ur. 1604)
- 1670 – Francesco Nerli, włoski duchowny katolicki, arcybiskup Florencji, kardynał (ur. 1594)
- 1671 – Angelo Celsi, włoski kardynał (ur. 1600)
- 1672 – Heinrich Schütz, niemiecki kompozytor, organista (ur. 1585)
- 1697 – Domenico Maria Corsi, włoski duchowny katolicki, biskup Rimini, kardynał (ur. 1633)
- 1713 – Franz Karl von Auersperg, austriacki wojskowy, książę ziębicki (ur. 1660)
- 1717 – Antoni Baldinucci, włoski jezuita, błogosławiony (ur. 1665)
- 1730 – Hans Hermann von Katte, pruski porucznik (ur. 1704)
- 1731 – Johann Georg Kulmus, niemiecki lekarz (ur. 1680)
- 1742 – Martin Frantz, niemiecki architekt (ur. 1679)
- 1755 – Karol Marcin Frantz, polski architekt pochodzenia niemieckiego (ur. 1712)
- 1771 – John Bevis, brytyjski astronom (ur. 1693)
- 1777 – Bernard de Jussieu, francuski botanik (ur. 1699)
- 1786 – Horace Mann, brytyjski arystokrata, dyplomata (ur. 1706)
- 1793 – Ludwik Filip Józef Burbon-Orleański, francuski arystokrata (ur. 1747)
- 1795 – Jiří Antonín Benda, czeski kompozytor (ur. 1722)
- 1802 – Józef Feliks Rogaliński, polski duchowny katolicki, kaznodzieja, matematyk, fizyk, astronom, teoretyk wojskowości (ur. 1728)
- 1816:
  - Karol II, wielki książę Meklemburgii-Strelitz (ur. 1741)
  - Gouverneur Morris, amerykański polityk, dyplomata (ur. 1752)
- 1817 – Charlotta Augusta Hanowerska, księżniczka Walii, księżna Saksonii-Coburg-Gotha (ur. 1796)
- 1822 – Claude Berthollet, francuski chemik (ur. 1748)
- 1827 – Miguel Pereira Forjaz Coutinho Barreto de Sá, portugalski polityk (ur. 1769)
- 1835 – Henri de Rigny, francuski admirał, dyplomata, polityk (ur. 1782)
- 1836:
  - Karol X Burbon, król Francji (ur. 1757)
  - Karel Hynek Mácha, czeski poeta (ur. 1810)
- 1842 – Franz Jaschke, austriacki malarz (ur. 1775)
- 1844 – Cornelis van Almonde, gdański kupiec, holenderski urzędnik konsularny (ur. 1762)
- 1846:
  - Aleksander Czawczawadze, gruziński książę, poeta, generał, polityk (ur. 1786)
  - Karol Marcinkowski, polski lekarz, filantrop, działacz społeczny, uczestnik powstania listopadowego (ur. 1800)
- 1847 – Edward Weber von Webersfeld, austriacki nauczyciel tańca, kapelmistrz, muzyk (ur. 1812)
- 1850 – Friedrich Wilhelm von Brandenburg, pruski generał, polityk, premier Prus (ur. 1792)
- 1860 – Alojzy Reichan, polski malarz, litograf (ur. 1807)
- 1861 – Ferdynand, infant portugalski (ur. 1846)
- 1863:
  - Dionizy Czachowski, polski pułkownik, uczestnik powstania styczniowego (ur. 1810)
  - Michał Kulesza, polski malarz, grafik (ur. 1799)
- 1872 – George Meade, amerykański generał, inżynier (ur. 1815)
- 1873 – William Hardee, amerykański generał (ur. 1815)
- 1875 – Wojciech Stattler, polski malarz (ur. 1800)
- 1876 – Giacomo Antonelli, włoski kardynał, sekretarz stanu Stolicy Apostolskiej (ur. 1806)
- 1882 – Edward Landowski, polski lekarz, antropolog, uczestnik powstania styczniowego (ur. 1839)
- 1884 – George Vane-Tempest, brytyjski arystokrata, przedsiębiorca, polityk (ur. 1821)
- 1887 – Eugène Pottier, francuski poeta (ur. 1816)
- 1888 – Anton Kržan, chorwacki filozof, wykładowca akademicki (ur. 1835)
- 1890:
  - Antonio Cortina Farinós, hiszpański malarz, rzeźbiarz (ur. 1841)
  - Piotr Ściegienny, polski duchowny katolicki, działacz niepodległościowy, przywódca chłopski (ur. 1801)
- 1893:
  - Piotr Czajkowski, rosyjski kompozytor (ur. 1840)
  - Mieczysław Leitgeber, polski księgarz, wydawca, pisarz (ur. 1841)
- 1896:
  - Jean-Baptiste Barla, francuski botanik, mykolog (ur. 1817)
  - Wilhelm, wirtemberski książę, generał (ur. 1828)
- 1897 – Cyryl Jaksa Ładyżyński, polski wojskowy w służbie austriackiej, burmistrz Sanoka (ur. 1830)
- 1900 – Ludwik Timoftiewicz, polski weterynarz, działacz gospodarczy (ur. 1861)
- 1901 – Catherine Greenaway, brytyjska autorka książek dla dzieci (ur. 1846)
- 1908 – Antoni Maciej Durski, polski nauczyciel, naczelnik i generał sokolstwa, pionier gimnastyki (ur. 1854)
- 1909 – William Gully, brytyjski arystokrata, adwokat, polityk (ur. 1835)
- 1910 – Augustyn Denizot, francusko-polski ogrodnik, sadownik (ur. 1836)
- 1912 – Mykoła Łysenko, ukraiński kompozytor, pianista, dyrygent, folklorysta, pedagog (ur. 1842)
- 1915 – Christo Czernopejew, bułgarski oficer, rewolucjonista (ur. 1868)
- 1916 – Émile Friol, francuski kolarz torowy (ur. 1881)
- 1917 – Oscar Kohnstamm, niemiecki neurolog, psychiatra (ur. 1871)
- 1918 – Laurenty (Kniaziew), rosyjski biskup i święty prawosławny (ur. 1877)
- 1920 – Arturo Soria y Mata, hiszpański architekt, urbanista (ur. 1844)
- 1922 – Ali Kemal Bey, turecki polityk (ur. 1867)
- 1925 – Khải Định, cesarz Wietnamu (ur. 1885)
- 1926 – Carl Swartz, szwedzki polityk, premier Szwecji (ur. 1858)
- 1928 – Arnold Rothstein, amerykański gangster pochodzenia żydowskiego (ur. 1882)
- 1929:
  - Maximilian von Baden, niemiecki książę, polityk, kanclerz Niemiec, premier Prus (ur. 1867)
  - Mychajło Czerkawski, ukraiński pedagog, publicysta, polityk, senator RP (ur. 1878)
- 1930 – Adolf Wölfli, szwajcarski malarz, pisarz (ur. 1864)
- 1933 – Andrej Ljapczew, bułgarski publicysta, polityk, premier Bułgarii (ur. 1866)
- 1934 – Wiesław Kopczyński, polski polityk, minister reform rolnych (ur. 1880)
- 1935:
  - Henry Fairfield Osborn, amerykański geolog, paleontolog, wykładowca akademicki (ur. 1857)
  - Billy Sunday, amerykański baseballista, ewangelista przebudzeniowy wyznania prezbiteriańskiego (ur. 1862)
- 1936:
  - Littleton Groom, australijski polityk (ur. 1867)
  - Stanisław Huberman, polski działacz komunistyczny pochodzenia żydowskiego (ur. 1897)
- 1938 – Fiodor Rogow, radziecki starszy major bezpieczeństwa państwowego (ur. 1900)
- 1939 – Antoni Węglarczyk, polski lekkoatleta, młociarz, działacz sportowy (ur. 1907)
- 1940:
  - Max Nadoleczny, szwajcarsko-niemiecki foniatra (ur. 1874)
  - Leon Witan-Dubiejkowski, białoruski architekt, polityk (ur. 1869)
- 1941:
  - Paul Baras, francuski kierowca wyścigowy (ur. 1870)
  - Aleksandr Czekalin, radziecki partyzant (ur. 1925)
  - Joachim Gottschalk, niemiecki aktor (ur. 1904)
  - Maurice Leblanc, francuski pisarz (ur. 1864)
  - Franciszek Myśliwiec, polski działacz narodowy na Śląsku Opolskim (ur. 1868)
- 1942:
  - Kazimierz Sichulski, polski malarz, rysownik, grafik (ur. 1879)
  - Henryk Zbierzchowski, polski prozaik, poeta, dramaturg (ur. 1881)
- 1943:
  - Fiedora Puszyna, radziecka felczerka wojskowa (ur. 1923)
  - Norbert Okołowicz, polski pułkownik, malarz, plastyk, działacz społeczny (ur. 1890)
  - Jan Rerutko, polski podporucznik piechoty, żołnierz ZWZ/AK (ur. 1918)
- 1944:
  - Stefan Grabowski, polski działacz komunistyczny (ur. 1889)
  - Walter Guinness, brytyjski arystokrata, polityk (ur. 1880)
  - Maria Rodziewiczówna, polska pisarka (ur. 1864)
  - Jonas Šliūpas, litewski lekarz, publicysta, polityk (ur. 1861)
  - Mirzə Vəliyev, radziecki starszy sierżant (ur. 1923)
- 1945 – Jarosław Wilpiszewski, łotewski prawnik, dziennikarz, polityk pochodzenia polskiego (ur. 1881)
- 1946 – Jan Kanty Gumowski, polski malarz, grafik, rysownik (ur. 1883)
- 1947:
  - Kristian Elster, norweski pisarz, krytyk i historyk literatury, prawnik (ur. 1881)
  - Iwan Orieszko, radziecki polityk (ur. 1906)
- 1948 – Julian Ginsbert, polski inżynier, komandor porucznik, dziennikarz, pisarz, reżyser, publicysta (ur. 1892)
- 1949 – George Francis Eaton, amerykański osteolog, muzealnik (ur. 1872)
- 1950 – Aleksiej Babkin, radziecki generał porucznik NKWD, polityk (ur. 1906)
- 1951:
  - Pierre Braine, belgijski piłkarz (ur. 1900)
  - Michał (Kiedrow), polski biskup prawosławny pochodzenia rosyjskiego (ur. 1883)
  - Tom Kiely, brytyjski lekkoatleta, wieloboista pochodzenia irlandzkiego (ur. 1869)
  - Garfield MacDonald, kanadyjski lekkoatleta, trójskoczek (ur. 1881)
  - Jindřich Plachta, czeski aktor (ur. 1899)
- 1952 – Sander Boumans, belgijski zapaśnik (ur. 1893)
- 1953 – Adam Franciszek Mieczkowski, polski prawnik, adwokat, polityk, poseł na Sejm RP (ur. 1876)
- 1955:
  - Edwin Barclay, liberyjski polityk, prezydent Liberii (ur. 1882)
  - Karl Freund, niemiecki skrzypek, pedagog (ur. 1904)
  - William Logan, kanadyjski łyżwiarz szybki (ur. 1907)
  - Jack McGrath, amerykański kierowca wyścigowy (ur. 1919)
- 1956 – Robert Bodley, południowoafrykański strzelec sportowy (ur. 1878)
- 1958 – Sławomir Dunin-Borkowski, polski podporucznik (ur. 1909)
- 1959:
  - Jose P. Laurel, filipiński prawnik, pisarz, publicysta, polityk, prezydent Filipin (ur. 1891)
  - Iwan Leonidow, rosyjski architekt, malarz, scenograf (ur. 1902)
  - Stanisław Mastalerz, polski pułkownik (ur. 1895)
- 1960 – Erich Raeder, niemiecki admirał, dowódca Kriegsmarine (ur. 1876)
- 1961:
  - Stanisław Czajkowski, polski filozof, wykładowca akademicki (ur. 1904)
  - Fred Etchen, amerykański strzelec sportowy (ur. 1881)
  - Axel Wahlberg, szwedzki szpadzista (ur. 1941)
- 1962 – Rafał Glücksman, polski wydawca, historyk sztuki pochodzenia żydowskiego (ur. 1907)
- 1963:
  - James Ralph Kirk, kanadyjski polityk (ur. 1895)
  - Daniel Mannix, irlandzki duchowny katolicki, arcybiskup Melbourne (ur. 1864)
- 1964:
  - Hans von Euler-Chelpin, szwedzki chemik organik, biochemik pochodzenia niemieckiego, laureat Nagrody Nobla (ur. 1873)
  - Hugo Koblet, szwajcarski kolarz szosowy i torowy (ur. 1925)
  - Henri Piéron, francuski psycholog, fizjolog, wykładowca akademicki (ur. 1881)
  - Gieorgij Palcew, radziecki polityk (ur. 1906)
  - Samuił Samosud, rosyjski dyrygent, wiolonczelista, pedagog (ur. 1884)
- 1965:
  - Edgar Varèse, amerykański kompozytor, dyrygent pochodzenia francuskiego (ur. 1883)
  - Clarence Williams, amerykański pianista jazzowy, kompozytor (ur. 1898)
  - Nikołaj Wołodin, radziecki funkcjonariusz organów bezpieczeństwa, polityk (ur. 1905)
- 1966 – Arthur Lindo Patterson, brytyjski krystalograf (ur. 1902)
- 1967 – Władysław Stańczak, polski duchowny katolicki (ur. 1901)
- 1968:
  - Charles B. McVay III, amerykański kontradmirał (ur. 1898)
  - Wasyl Makuch, ukraiński dysydent, który dokonał aktu samospalenia przeciwko okupacji Ukrainy przez ZSRR oraz przeciwko inwazji na Czechosłowację (ur. 1927)
  - Charles Münch, francuski dyrygent pochodzenia niemieckiego (ur. 1891)
- 1969:
  - Michał Gazda, polski aktor (ur. 1927)
  - Albert Sigl, niemiecki strzelec sportowy (ur. 1911)
- 1970 – Agustín Lara, meksykański kompozytor (ur. 1897)
- 1971 – Spessard Holland, amerykański polityk (ur. 1892)
- 1972:
  - Czesław Browiński, polski prawnik, działacz komunistyczny, prezydent Olsztyna (ur. 1911)
  - Walery Goetel, polski geolog, ekolog, paleontolog, działacz społeczny (ur. 1889)
  - Edward V. Long, amerykański polityk (ur. 1908)
  - Billy Murcia, amerykański perkusista pochodzenia kolumbijskiego, członek zespołów Acctress i New York Dolls (ur. 1951)
- 1973:
  - Valentín Beniak, słowacki poeta, tłumacz (ur. 1894)
  - Roman Florer, polski pułkownik pilot (ur. 1888)
- 1975:
  - Vicente Feola, brazylijski trener piłkarski (ur. 1909)
  - Ernst Hanfstaengl, niemiecki podwójny agent (ur. 1887)
- 1976:
  - Václav Čtvrtek, czeski pisarz (ur. 1911)
  - Dolores de Miño, paragwajska nauczycielka i polityczka (ur. 1903)
- 1977:
  - André le Fèvre, holenderski piłkarz (ur. 1898)
  - René Valmy, francuski lekkoatleta, sprinter i skoczek w dal (ur. 1920)
- 1978 – Heiri Suter, szwajcarski kolarz szosowy (ur. 1899)
- 1979 – Cecil Purdy, australijski dziennikarz, szachista (ur. 1906)
- 1980:
  - Leon Andrejew, polski lekarz, działacz społeczny (ur. 1911)
  - Stanisław Stankiewicz, białoruski pisarz, literaturoznawca, publicysta, działacz narodowy i kulturalny (ur. 1907)
- 1981:
  - Ferdinand Schmitz, niemiecki zapaśnik (ur. 1919)
  - Ludwik Sieppel, polski stomatolog, wykładowca akademicki (ur. 1904)
- 1982:
  - Jan Surówka, polski pułkownik piechoty (ur. 1894)
  - Jehuda Jaari, izraelski pisarz (ur. 1900)
  - Shirō Teshima, japoński piłkarz (ur. 1907)
- 1984:
  - Aleksandr Cyganow, radziecki generał major wojsk pancernych (ur. 1911)
  - Jan Wellenger, polski architekt (ur. 1919)
- 1985 – Wanda Stanisławska-Lothe, polska aktorka (ur. 1910)
- 1986:
  - James S. Holmes, amerykańsko-holenderski poeta, tłumacz (ur. 1924)
  - Nikanor (Iličić), serbski biskup prawosławny (ur. 1906)
- 1987:
  - Ross Barnett, amerykański prawnik, polityk (ur. 1898)
  - Kajetan Sosnowski, polski malarz (ur. 1913)
- 1988 – Celina Niedźwiecka, polska aktorka (ur. 1904)
- 1989:
  - Jan Ostoja Matłachowski, polski polityk (ur. 1906)
  - Yūsaku Matsuda, japoński aktor (ur. 1949)
- 1990 – Traian Crișan, rumuński duchowny katolicki obrządku bizantyjsko-rumuńskiego, arcybiskup (ur. 1918)
- 1991:
  - Boris Arbuzow, radziecki chemik, polityk (ur. 1903)
  - Harriet Bland, amerykańska lekkoatletka, sprinterka (ur. 1915)
  - Orestes Omar Corbatta, argentyński piłkarz (ur. 1936)
  - Gene Tierney, amerykańska aktorka (ur. 1920)
- 1992:
  - Sebastián Gualco, argentyński piłkarz, bramkarz (ur. 1912)
  - Nada Ćurčija Prodanović, serbska tłumaczka, pisarka, nauczycielka gry na fortepianie (ur. 1923)
- 1993:
  - Torsten Fenslau, niemiecki didżej, producent muzyczny (ur. 1964)
  - Josef Serczuk, polski dowódca partyzancki pochodzenia żydowskiego (ur. 1919)
- 1994:
  - Bronisław Basza, polski ekonomista, polityk, poseł na Sejm PRL (ur. 1922)
  - Władimir Zagorowski, rosyjski szachista (ur. 1925)
- 1995:
  - Larry Cannon, amerykański kierowca wyścigowy (ur. 1937)
  - Bill Cheesbourg, amerykański kierowca wyścigowy (ur. 1927)
- 1996:
  - Dorota Chróścielewska, polska poetka, pisarka, krytyk literacki (ur. 1948)
  - Jean-François Maurice, francuski wokalista, autor tekstów, kompozytor, producent muzyczny (ur. 1947)
  - Andrzej Woltanowski, polski historyk, archiwista, wykładowca akademicki (ur. 1942)
  - Fryderyk Zbiniewicz, polski pułkownik, historyk wojskowości (ur. 1922)
- 1997:
  - Luigi Cantone, włoski szpadzista (ur. 1917)
  - Josef Pieper, niemiecki filozof katolicki (ur. 1904)
- 1998:
  - Mohamed Taki Abdulkarim, komoryjski polityk, prezydent Komorów (ur. 1936)
  - Niklas Luhmann, niemiecki socjolog (ur. 1927)
- 1999 – Janusz Magnuski, polski historyk, pisarz (ur. 1933)
- 2000:
  - L. Sprague de Camp, amerykański pisarz science fiction i fantasy (ur. 1907)
  - Tymon Terlecki, polski krytyk literacki, teatrolog (ur. 1905)
- 2001:
  - Stefan Chałubiński, polski nauczyciel, taternik, przewodnik górski, instruktor narciarstwa, ratownik górski (ur. 1909)
  - Anthony Shaffer, brytyjski prozaik, dramaturg, scenarzysta filmowy (ur. 1926)
- 2002:
  - Gianluca Signorini, włoski piłkarz (ur. 1960)
  - Joginder Singh, indyjski hokeista na trawie (ur. 1940)
- 2003:
  - Hieronim Kupczyk, polski major (ur. 1959)
  - Erwin Félix Lewy-Bertaut, francuski krystalograf pochodzenia żydowskiego (ur. 1913)
  - Rie Mastenbroek, holenderska pływaczka (ur. 1919)
  - Shigeto Oshida, japoński dominikanin, teolog (ur. 1922)
- 2004 – Johnny Warren, australijski piłkarz, trener, działacz sportowy, pisarz, dziennikarz (ur. 1943)
- 2005:
  - Dick Hutcherson, amerykański kierowca wyścigowy, przedsiębiorca (ur. 1931)
  - Augustyn Jankowski, polski duchowny katolicki, benedyktyn, biblista (ur. 1916)
  - Kazimierz Konowrocki, polski duchowny katolicki, prałat (ur. 1917)
  - Antoni Sawoniuk, białoruski policjant, zbrodniarz wojenny (ur. 1921)
- 2006:
  - Francisco Fernández Ochoa, hiszpański narciarz alpejski (ur. 1950)
  - Paul Mauriat, francuski kompozytor, dyrygent (ur. 1925)
- 2007 – Hank Thompson, amerykański piosenkarz country (ur. 1925)
- 2008 – Larry James, amerykański lekkoatleta, sprinter (ur. 1947)
- 2009:
  - Aleksander Andryszak, polski polityk, poseł na Sejm RP (ur. 1955)
  - Nikos Chadzinikolau, polski pisarz, poeta, tłumacz (ur. 1935)
  - Dimitri De Fauw, belgijski kolarz torowy (ur. 1981)
  - Antonio Rosario Mennonna, włoski duchowny katolicki, biskup (ur. 1906)
  - Krzysztof Żurek, polski aktor (ur. 1944)
- 2010:
  - Jo Myŏng Rok, północnokoreański polityk, dowódca wojskowy, marszałek Koreańskiej Armii Ludowej (ur. 1928)
  - Marek Sart, polski kompozytor (ur. 1926)
  - Michael Seifert, ukraiński oficer SS, zbrodniarz wojenny pochodzenia niemieckiego (ur. 1924)
- 2011:
  - Géza Alföldy, węgierski historyk (ur. 1935)
  - Helmut Polensky, niemiecki kierowca wyścigowy (ur. 1915)
- 2012:
  - Clive Dunn, brytyjski aktor (ur. 1920)
  - Vladimír Jiránek, czeski rysownik, scenarzysta, reżyser, twórca filmów animowanych (ur. 1938)
  - Rudolf Küster, niemiecki trójboista siłowy, strongman (ur. 1955)
  - Maksym, bułgarski duchowny prawosławny, patriarcha Bułgarii (ur. 1914)
  - Józef Medyk, polski prawnik, sędzia Sądu Najwyższego (ur. 1942)
  - Milivoj Slaviček, chorwacki poeta, tłumacz (ur. 1929)
- 2013:
  - Guillermina Bravo, meksykańska tancerka, choreografka (ur. 1920)
  - Peter Fatialofa, samoański rugbysta (ur. 1957)
  - Roberto Zárate, argentyński piłkarz (ur. 1932)
- 2014 – Janusz Osęka, polski pisarz, satyryk (ur. 1925)
- 2015:
  - Maria Gołaszewska, polska filozof, wykładowczyni akademicka (ur. 1926)
  - Eugeniusz Wachnicki, polski matematyk, inżynier elektryk, wykładowca akademicki (ur. 1940)
- 2016:
  - Zoltán Kocsis, węgierski pianista, kompozytor, dyrygent (ur. 1952)
  - Redovino Rizzardo, brazylijski duchowny katolicki, biskup Dourados (ur. 1939)
  - Bolesław Szafirski, polski matematyk, wykładowca akademicki (ur. 1935)
- 2017:
  - Leszek Borkowski, polski bokser (ur. 1952)
  - Andrzej Cretti, polski ginekolog, położnik (ur. 1923)
  - Jerzy Dajewski, polski architekt (ur. 1922)
  - Marek Frąckowiak, polski aktor (ur. 1950)
  - Richard Gordon, amerykański komandor US Navy, astronauta (ur. 1929)
  - Feliciano Rivilla, hiszpański piłkarz (ur. 1936)
  - Andrij Sapelak, ukraiński duchowny katolicki obrządku bizantyjsko-ukraińskiego, biskup i wikariusz apostolski posługujący w Argentynie, misjonarz (ur. 1919)
  - Kasem Trebeshina, albański pisarz, publicysta (ur. 1926)
  - Włodzimierz Trusiewicz, polski duchowny prawosławny (ur. 1941)
- 2018:
  - Bernard Landry, kanadyjski polityk, premier Quebecu (ur. 1937)
  - Dave Morgan, brytyjski kierowca wyścigowy (ur. 1944)
- 2019:
  - Jan Stráský, czeski ekonomista, polityk, premier i p.o. prezydenta Czechosłowacji (ur. 1940)
  - Alaksandr Szut, białoruski polityk i lekarz, członek Opozycji BNF (ur. 1952)
- 2020:
  - Giuseppe Amadei, włoski nauczyciel, publicysta, polityk, eurodeputowany (ur. 1919)
  - Olgierd Czerner, polski architekt (ur. 1929)
  - Jim Neilson, kanadyjski hokeista (ur. 1940)
  - Andrzej Owczarek, polski nauczyciel, samorządowiec, polityk, senator RP (ur. 1950)
  - Leon Podsiadły, polski rzeźbiarz, malarz, rysownik (ur. 1932)
  - Fernando Solanas, argentyński reżyser i scenarzysta filmowy, polityk (ur. 1936)
  - King Von, amerykański raper (ur. 1994)
  - Nathan Zach, izraelski poeta, eseista, krytyk literacki (ur. 1930)
- 2021:
  - Edward Fender, polski saneczkarz (ur. 1942)
  - Andrzej Górny, polski architekt, pisarz, krytyk literacki i teatralny (ur. 1933)
  - Shawn Rhoden, jamajski kulturysta (ur. 1975)
  - Marinko Rokvić, serbski piosenkarz (ur. 1954)
  - Luíz Antônio dos Santos, brazylijski lekkoatleta, maratończyk (ur. 1964)
  - Cissé Mariam Kaïdama Sidibé, malijska polityk, premier Mali (ur. 1948)
  - Leszek Starkel, polski geograf, geolog, wykładowca akademicki (ur. 1931)
  - Muamer Zukorlić, serbski mufti, teolog islamski, polityk (ur. 1970)
  - Juchym Zwiahilski, ukraiński inżynier, polityk, p.o. premiera Ukrainy (ur. 1933)
- 2022:
  - Michael Boyce, brytyjski wojskowy, komandor, polityk, szef sztabu obronnego, pierwszy lord morza (ur. 1943)
  - Carlo Galli, włoski piłkarz (ur. 1931)
  - Robiert Mierkułow, rosyjski łyżwiarz szybki (ur. 1931)
  - Geraldo Nascimento, brazylijski duchowny katolicki, biskup pomocniczy Fortalezy (ur. 1936)
  - Edward C. Prescott, amerykański ekonomista, laureat Nagrody Banku Szwecji im. Alfreda Nobla w dziedzinie ekonomii (ur. 1940)
- 2023:
  - Antoni Martí, andorski architekt, polityk, burmistrz Escaldes-Engordany, premier Andory (ur. 1963)
  - Ari Tissari, fiński piłkarz (ur. 1951)
- 2024:
  - John Dempsey, irlandzki piłkarz (ur. 1946)
  - Pablo Hakimian, argentyński duchowny ormiańskokatolicki, biskup Buenos Aires, egzarcha apostolski Ameryki Łacińskiej i Meksyku (ur. 1953)
  - Wiktor Kondratow, ukraiński piłkarz, trener (ur. 1952)
  - Philippe Nkiere, kongijski duchowny katolicki, biskup Bondo i Inongo (ur. 1938)
  - John Nott, brytyjski prawnik, ekonomista, polityk, minister obrony (ur. 1932)
  - Fabio Sartor, włoski aktor (ur. 1954)
  - Daniel Spoerri, rumuński artysta awangardowy, pisarz (ur. 1930)
  - Tony Todd, amerykański aktor (ur. 1954)